# NanoSail-D2
NanoSail-D2 fue un pequeño satélite construido por el Centro Marshall de Vuelos Espaciales y el Centro de Investigación Ames de la NASA para estudiar el despliegue de una vela solar en el espacio. Era un CubeSat de tres unidades, que medía 30 × 10 × 10 centímetros con una masa de 4 kilogramos. Su vela solar tenía un área de 10 metros cuadrados, y se desplegó en unos cinco segundos.
Fue lanzado el 20 de noviembre de 2010 a bordo de un cohete Minotaur IV.